# Adinauclea fagifolia
Adinauclea fagifolia är en måreväxtart som först beskrevs av Johannes Elias Teijsmann, Simon Binnendijk och George Darby Haviland, och fick sitt nu gällande namn av Colin Ernest Ridsdale. Adinauclea fagifolia ingår i släktet Adinauclea och familjen måreväxter. Inga underarter finns listade i Catalogue of Life.